# Giuseppe Seguenza

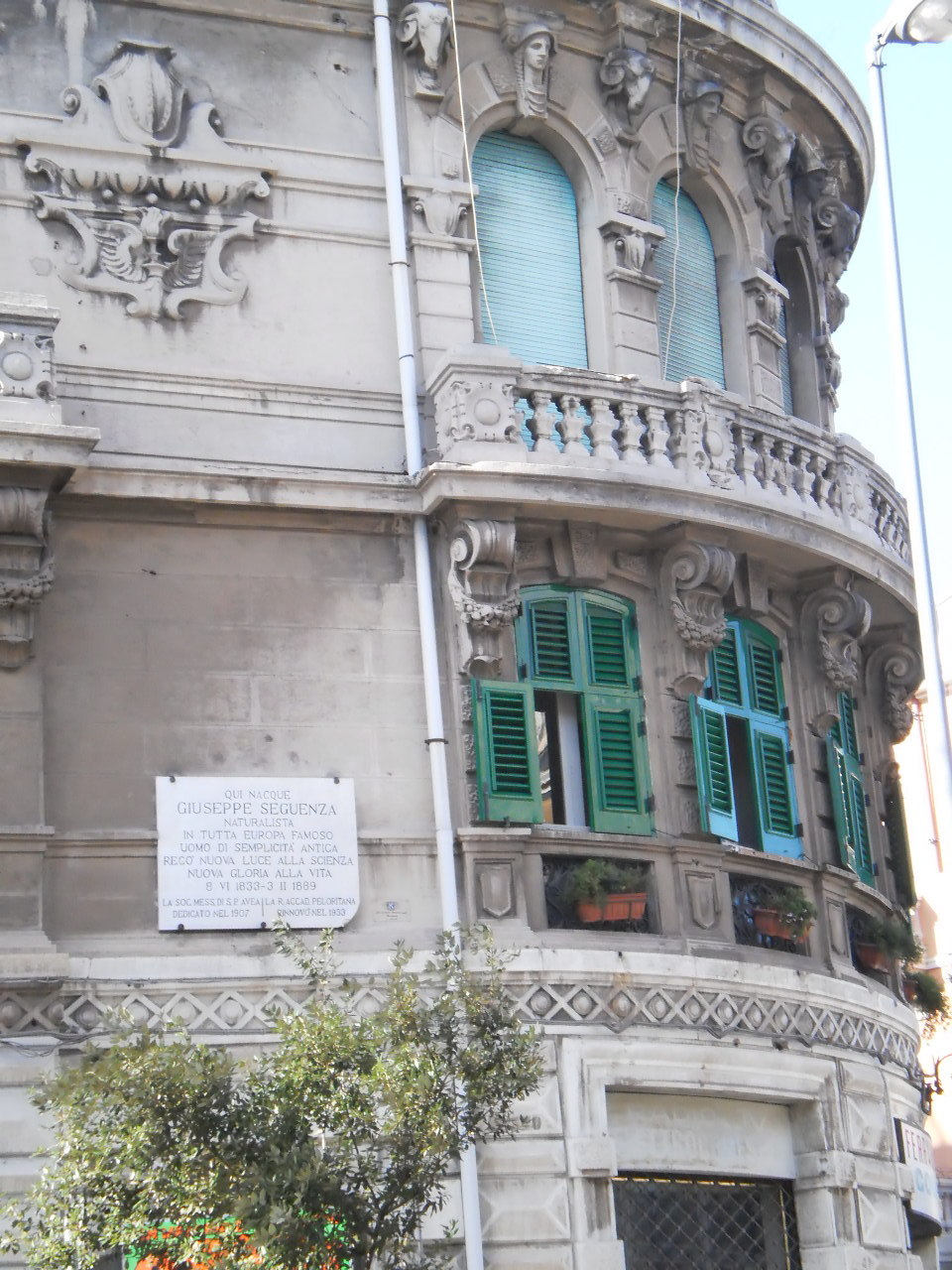
Casa Natale di Giuseppe Seguenza

Giuseppe Seguenza (Messina, 8 giugno 1833 – Messina, 3 febbraio 1889) è stato un naturalista e geologo italiano.

## Biografia
Compiuti gli studi di farmacista, ai quali lo aveva indirizzato il padre anch'esso farmacista (esiste ancora la Farmacia Seguenza ed è nei pressi della casa natale del dottorato), si diede allo studio delle scienze geologiche e mineralogiche, dalle quali si sentiva attratto maggiormente.
A ventitré anni egli scoprì che tutti i prodotti delle emanazioni di Vulcano (una delle Isole Eolie) contengono composti arsenicali. In seguito pubblicò altri lavori scientifici che gli meritarono l'attenzione dei dotti d'Europa e la medaglia d'argento all'Esposizione di Parigi.
Queste opere gli conseguirono la cattedra di professore di Storia Naturale al Liceo Maurolico, poi quella dell'Istituto Tecnico di Messina ed infine ebbe accesso alla libera docenza all'Università di Messina.
In seguito compì altri lavori intorno ai giacimenti metalliferi di Fiumedinisi, ai terreni e ai fossili del territorio messinese e di quello calabro, i quali furono premiati e pubblicati a proprie spese dalla Regia Accademia dei Lincei.
Giuseppe Seguenza morì all'età di cinquantasei anni compianto dai dotti di tutta Europa e fu il figlio Luigi ad occuparsi della prosecuzione della sua opera. In suo onore gli è intitolato uno dei tre Licei Scientifici (Liceo Scientifico G. Seguenza) della città di Messina. Fu inoltre intitolato a suo nome il museo di Nizza di Sicilia.